# Canthon luteicollis
Canthon luteicollis är en skalbaggsart som beskrevs av Wilhelm Ferdinand Erichson 1847. Canthon luteicollis ingår i släktet Canthon och familjen bladhorningar. Inga underarter finns listade.